# Mikroregion Valença

Mikroregion Valença

Mikroregion Valença – mikroregion w brazylijskim stanie Bahia należący do mezoregionu Sul Baiano. Ma powierzchnię 6.162,43550 km²

## Gminy
- Valença: 88.729 Habitantes
- Camamu: 35.160 Habitantes
- Ituberá: 29.854 Habitantes
- Presidente Tancredo Neves: 23.857 Habitantes
- Maraú: 19.097 Habitantes
- Taperoá: 18.791 Habitantes
- Cairu: 15.366 Habitantes
- Igrapiúna: 13.347 Habitantes
- Nilo Peçanha: 12.530 Habitantes
- Piraí do Norte: 9.835 Habitantes